# Гай Мемий Квирин
Гай Мемий Квирин (на латински: Gaius Memmius Quirinus) е политик на Римската република през 3 век пр.н.е.
Произлиза от плебейската фамилия Мемии, клон Квирин, която произлиза вероятно от територията на волските.
През 216 пр.н.е. той е избран за едил. Целебрира игрите Cerialia в чест на богинята Церера.